# ソウルの春 (映画)
『ソウルの春』（ソウルのはる、原題：서울의 봄、英：12.12: The Day）は2023年公開の韓国映画。

## 概要
1979年12月12日、韓国・ソウルで発生した粛軍クーデター（12.12 軍事反乱）を題材としており、反乱軍と鎮圧軍の9時間の攻防を一部フィクションを交えながら描いている。
題名の『ソウルの春』とは朴正煕暗殺事件以降に韓国で一時的に勃興した民主化ムードを指す言葉だが、本作では『ソウルの春』自体は簡潔に触れられるだけであり、むしろそれが頓挫する要因となった粛軍クーデターを主軸に描いている。

## あらすじ
1979年10月26日夜、大韓民国首都・ソウル。韓国陸軍陸軍本部B2バンカーに臨時で集められた陸軍の将官たちはそこで、国務総理のチェ・ハンギュより、パク・チョンヒ大統領が暗殺されたことを告げられる。すぐさま緊急国務会議が開催され、陸軍参謀総長のチョン・サンホ大将を戒厳司令官とする非常戒厳令発動が決定し、チョン総長は戒厳法に基づき、国軍保安司令官のチョン・ドゥグァン少将を暗殺事件の合同捜査本部長に任命した。
長らく韓国に絶対権力者として君臨したパク大統領の死により、「ソウルの春」という民主化ムードが勃興し始める中、軍内部ではチョン総長とドゥグァン保安司令官の対立が表面化し始める。権力欲が強いドゥグァン保安司令官は軍内で無視できない勢力を有する秘密組織「ハナ会」のリーダーでもあり、保安司令部や合同捜査本部の権限を活用して権勢を思うままに振るっていた。それを快く思わないチョン総長は、高潔な軍人として知られる陸軍本部人事参謀部次長のイ・テシン少将に、軍内要職の一つである首都警備司令官への就任を要請する。政治的対立に巻き込まれるのを嫌うイ少将は当初これを断ったが、その高潔さや軍本来の任務に忠実であることを見込んだチョン総長の度重なる要請に遂に応じ、首都警備司令官に就任する。
チョン総長とドゥグァン保安司令官の対立はますます深まり、チョン総長はドゥグァン保安司令官を年度初めの軍内部の人事で更迭し、合わせてハナ会を粛清しようと試みる。その動きをハナ会を通じて掴んだドゥグァン保安司令官は、先手を打ってチョン総長を排除し、軍の実権を掌握することを決意。まずハナ会ナンバー2で自身の盟友でもある第9歩兵師団長のノ・テゴン少将を仲間に引き入れると、次いでハナ会メンバー、さらにはハナ会の後援者たちも仲間に加え、クーデター計画を企て始めた。
そして12月12日。ドゥグァン保安司令官を始めとしたハナ会メンバーやその後援者は、ハナ会メンバーの一人であるチャン・ミンギ大佐が団長を務める首都警備司令部第30警備団に司令部を置いてクーデターを開始し、保安司令部人事処長でハナ会メンバーのハ・チャンス大佐がチョン総長をパク大統領暗殺事件への関与容疑を理由に逮捕して保安司令部に連行する。それと並行する形でドゥグァン保安司令官は大統領に就任したチェ国務総理からチョン総長逮捕同意書の決裁を取ろうと試みるが、チェ大統領はオ・グクサン国防部長官の決裁が必要であるとしてこれを退けた。そして肝心のオ長官は、チョン総長逮捕時に発生した銃撃戦に慌ててどこかに姿を消し、行方知れずになっていた。
ドゥグァン保安司令官はクーデターの障害になるイ少将の他、陸軍憲兵監のキム・ジュニョプ准将や特殊戦司令官のコン・スヒョク少将を同じ時間に宴席に招く形で遠ざけることを図ったが、宴席にドゥグァン保安司令官が現れないことをイ少将は不審に思う。その後、ドゥグァン保安司令官などの反乱の報を受けたイ少将は、キム准将やコン少将ともに反乱鎮圧に向けて動くが、指揮権を掌握した陸軍参謀次長のミン・ソンベ中将を始めとした陸軍本部の面々は強硬鎮圧に消極的な態度を取っていた。それでも3人は各々の方法で反乱鎮圧に向けて最善を尽くし始める。まずキム准将がドゥグァン保安司令官が国務総理官邸でチェ大統領に面会していることを知ると、警備に当たっていた陸軍憲兵部隊にドゥグァン保安司令官の逮捕を命令し、ドゥグァン保安司令官の車を抑止させることに成功する。しかしミン中将が逮捕ではなく「待機」させろと命じたことで、その隙を見てドゥグァンらは脱出してしまう。
決裁が取れなかったことに動揺した反乱軍側をドゥグァン保安司令官は一喝し、さらには電話をかけてきたイ少将が「戦車でお前たちの首を吹き飛ばしてやる」と宣戦布告して切る中、ドゥグァン保安司令官は反乱軍側のト・ヒチョル准将に、指揮下の第2空挺旅団をソウルに出動させるよう命じる。反乱軍のメンバーが本格的な武力衝突への発展を危惧して反対する中、ノ少将が第9師団より2個連隊をソウルに向けて進発させると宣言したことで流れは固まり、ドゥグァン保安司令官は他のメンバーとともに首都警備司令部第33警備団で警備の陸軍憲兵部隊を制圧した国務総理官邸に再度決裁を取るべく赴く一方、ノ少将とト准将は第9師団と第2空挺旅団にそれぞれソウルへの出動を命じ、国防部や陸軍本部の確保に乗り出した。
反乱軍側がソウル近郊の部隊に動員命令をかけたことに陸軍本部側が動揺する中、イ少将は一番早く到達するであろう第2空挺旅団が漢江を渡らなければ陸軍本部などが位置するソウル中心部に入れないことを察知して、首都警備司令部管轄下の橋を封鎖する。しかしソウル市外にある幸州大橋は首都警備司令部の管轄外だった。イ少将は幸州大橋を管轄する第30師団長に要請して橋を封鎖する約束を取り付け、さらに第3野戦軍司令官のコ・ジェヨン中将に要請して第26師団と首都機械化歩兵師団の出動を取り付け、実力での反乱鎮圧を図る。しかし反乱軍側は保安司令部の情報網を通じてその動きを盗聴しており、保安司令官秘書室長のムン・イルピョン大佐の脅迫を受けた第30師団長は、第9師団がソウルに向かっているという連絡を受けたこともあって橋の封鎖への協力を撤回してしまう。それでも現地に赴いたイ少将が自ら立ち塞がり、さらにはコン少将の撤退命令もあり、第2空挺旅団をいったん撤退させることに成功する。
決裁を取ることに再び失敗したドゥグァン保安司令官は第2空挺旅団撤退の報を聞くと、第30警備団に戻ってト准将に直接第2空挺旅団を指揮してソウルに進軍させるよう脅迫混じりに命令し、第2空挺旅団を再出動させる。さらにノ少将ら反乱軍側はハナ会など軍内部の人脈を通じて自分たちが主導権を握っていると電話をかけ、中立的な立場の部隊の抑止にかかる。麾下部隊の指揮官達が動揺していることを理由にコ中将が部隊出動を中止したことで徐々に鎮圧軍側が不利に立たされる中、イ少将はハナ会の影響外である第8空挺旅団長のパク・ギホン准将に出動を要請する。パク准将は趨勢がすでに反乱軍側に傾いたこと、空挺旅団の大半が反乱軍側についたことを理由に断ろうとするが、最終的にイ少将の説得に応じて部隊を出動させる。
第8空挺旅団はソウル中心部に先に到達できるはずだったが、その動きを把握したドゥグァン保安司令官はミン中将に電話をかけ「これ以上の衝突を回避するために、第2空挺旅団と第8空挺旅団を同時撤退させる」という紳士協定の締結を持ち掛け、ミン中将たちはキム准将の強硬な反対やコン少将の説得も意に介さずにこれを受け入れ、パク准将に命令して第8空挺旅団を撤退させてしまう。そんな中、米韓連合司令部に逃げ込んで状況を見守っていたオ長官が陸軍本部にやってくるが、そこに第2空挺旅団が撤退せずに陸軍本部に向かってきているとの一報が入る。第2空挺旅団は撤退せずに潜伏すると、闇夜に紛れて少数の部隊をボートで漢江を渡河させ、幸州大橋にある第30師団の検問所を襲撃・武装解除し、改めて幸州大橋を使って漢江を渡ってきたのだった。
ミン中将たちが陸軍本部を放棄して首都警備司令部に移ることを決めてその準備を進める中、それに反対するキム准将は憲兵部隊と主に残るが、その混乱の中でオ長官が再び姿を消してしまう。さらには反乱軍側は特殊戦司令部の制圧を決め、キム・チャンセ准将麾下の第4空挺旅団を動員して襲撃し、コン少将は銃撃戦の末、負傷して拘束される。そして遂にソウル中心部に到達した第2空挺旅団は国防部や陸軍本部を制圧、キム准将も拘束されてしまった。追い詰められたイ少将は手持ちの100人ほどの部隊と数台の戦車、そしてソウルを狙える郊外にいる野戦砲兵団を使い、実力でのドゥグァン保安司令官らの逮捕に向かった。バリケードによる阻止線が張られた第30警備団近傍にて、イ少将とドゥグァン保安司令官は対峙することとなる。

## 登場人物：キャスト
人名の漢字表記は中国語版に基づく。【】内はモデルとなった人物。
- チョン・ドゥグァン（全斗光）（韓国陸軍少将・国軍保安司令官兼戒厳司令部合同捜査本部長、陸軍士官学校第11期生、軍内秘密組織「ハナ会」リーダー）【全斗煥】：ファン・ジョンミン（吹替：高木渉[3]）
- イ・テシン （李泰臣）（韓国陸軍少将・陸軍本部人事参謀部次長→首都警備司令官、甲種将校候補生）【張泰玩】：チョン・ウソン（吹替：三上哲[3]）
- チョン・サンホ（鄭祥鎬）（韓国陸軍大将・陸軍参謀総長兼戒厳司令官）【鄭昇和】：イ・ソンミン（吹替：菊池康弘[3]）
- ノ・テゴン（盧泰健）（韓国陸軍少将・第9歩兵師団長、陸軍士官学校第11期生、ハナ会ナンバー2でチョン・ドゥグァンの盟友）【盧泰愚】：パク・ヘジュン（英語版）（吹替：露崎亘[3]）
- キム・ジュニョプ（金准燁）（韓国陸軍准将・陸軍憲兵監）【金晋基（朝鮮語版）】：キム・ソンギュン（吹替：星祐樹[3]）
- コン・スヒョク（孔洙赫）（韓国陸軍少将・特殊戦司令官）【鄭柄宙】：チョン・マンシク（朝鮮語版）（吹替：佐々木祐介[3]）
- オ・ジンホ（呉鎮浩）（韓国陸軍少佐・特殊戦司令官専属副官）【金五郎】：チョン・ヘイン
- クォン・ヒュンジン（権亨進）（韓国陸軍中尉・陸軍参謀総長付警護員）【潘一夫+金仁先】：イ・ジュニョク（朝鮮語版）
- チェ・ハンギュ（崔韓圭）（韓国国務総理・大統領権限代行→第10代大統領）【崔圭夏】：チョン・ドンファン
- オ・グクサン（呉国相）（国防部長官）【盧載鉉】：キム・ウィソン
- ミン・ソンベ（閔昇培）（韓国陸軍中将・陸軍参謀次長兼戒厳司令部副司令官）【尹誠敏（朝鮮語版）】：ユ・ソンジュ（朝鮮語版）
- ハン・ヨング（韓栄久）（韓国陸軍中将・第1軍団長、陸軍士官学校第10期生、ハナ会の後援者）【黄永時（朝鮮語版）】：アン・ネサン
- ハン・チソン（玄治成）（韓国陸軍中将・首都軍団長、陸軍士官学校第8期生、ハナ会の後援者）【車圭憲（朝鮮語版）】：チョン・ジンギ
- ぺ・ソンハク（裴松鶴）（韓国陸軍中将・国防部軍需次官補、陸軍士官学校第8期生[注 1]、ハナ会の後援者）【兪学聖】：ヨム・ドンホン[注 2]
- ト・ヒチョル（都熙哲）（韓国陸軍准将・特殊戦司令部第2空挺旅団長[注 3]、陸軍士官学校第12期生、ハナ会メンバー）【朴熙道（朝鮮語版）】：チェ・ビョンモ（英語版）
- ムン・イルピョン（文日平）（韓国陸軍大佐・保安司令官秘書室長、陸軍士官学校第17期生、ハナ会メンバー）【許和平】：パク・フン
- キム・チャンセ（金昌世）（韓国陸軍准将・特殊戦司令部第4空挺旅団長、陸軍士官学校第13期生、ハナ会メンバー）【崔世昌（朝鮮語版）】：キム・ソンオ
- チャン・ミンギ（張民基）（韓国陸軍大佐・首都警備司令部第30警備団長、陸軍士官学校第16期生、ハナ会メンバー）【張世東】：アン・セホ（朝鮮語版）
- イム・ハクチュ（林鶴柱）（韓国陸軍中佐・保安司令部対共捜査課長、陸軍士官学校第17期生、ハナ会メンバー）【李鶴捧（朝鮮語版）】：イ・ジェユン

## スタッフ
- 監督：キム・ソンス
- 脚本：ホン・ウォンチャン、イ・ヨンジュン、キム・ソンス
- 製作：キム・ウォングク
- 撮影：イ・モゲ
- 音楽：イ・ジェジン
- 編集：キム・サンボン
- 照明：イ・ソンファン

## 製作・反響
- 2018年2月6日から3月4日にかけて、シェイクスピアの舞台劇『リチャード三世』の公演がソウルの芸術の殿堂CJトウォル劇場で行われ、ファン・ジョンミンがタイトルロールのリチャード三世を演じた[4]。監督のキム・ソンスは「なぜ全斗煥元大統領と外形が程遠いファン・ジョンミンをキャスティングしたのか」とのメディアの質問に対し、「『リチャード三世』を見ていたことが決定的なきっかけとなった」と答えた。そして「リチャード三世は歴史上最も邪悪で内面が歪んだ人物です」と付け加えた[5]。

- 全斗光を演じたファン・ジョンミンは、演じる際のかつらは試行錯誤を繰り返し、メイクには毎回3 - 4時間をかけたという[6]。ファンは日本の読売新聞からの書面インタビューにおいて、先行作品であるテレビドラマ『第5共和国』への意識の有無については「実在の人物について言及することは控えている」という理由で回答しなかったが[6]、2023年12月に光州市でおこなわれた舞台挨拶の際には、観客の上げた「43年待った」というプラカードを見て感情がこみ上げ、涙を流す場面があった[7]。

- 本作に陸軍本部の将軍たちの一人として出演したイ・ギウは、第7砲兵旅団長などを歴任した元軍人である（最終階級は陸軍准将）[8]。軍退役後は俳優に転身しており、本作に出演した際には軍の同期や先輩、後輩に驚かれ、「いつの間に少将に昇進したのか（作中で演じた役が少将だったため）」と言われたという[8]。また、首都警備司令部野戦砲兵団がM114 155mm榴弾砲を訓練で射撃するシーンを撮影する際には、軍時代に砲兵将校だった経験を活かし、演技指導を担当した[8]。

- これまで映画の題材として取り上げられなかった粛軍クーデターを描いた本作は、韓国内で1300万人以上という2023年公開の映画で最高の動員を記録した[2]。

## 受賞とノミネート
| 賞                 | 部門                      | 対象                                                             | 結果       |
| ------------------ | ------------------------- | ---------------------------------------------------------------- | ---------- |
| 第60回百想芸術大賞 | 大賞                      | 『ソウルの春』                                                   | 受賞       |
| 第60回百想芸術大賞 | 作品賞                    | 『ソウルの春』                                                   | 受賞       |
| 第60回百想芸術大賞 | 監督賞                    | キム・ソンス                                                     | ノミネート |
| 第60回百想芸術大賞 | 主演男優賞                | ファン・ジョンミン                                               | 受賞       |
| 第60回百想芸術大賞 | 主演男優賞                | チョン・ウソン                                                   | ノミネート |
| 第60回百想芸術大賞 | 脚本賞                    | ホン・ウォンチャン、イ・ヨンジュン、キム・ソンス、ホン・インピョ | ノミネート |
| 第60回百想芸術大賞 | 技術賞（SFXメークアップ） | ファン・ホキュン                                                 | ノミネート |
| 第60回百想芸術大賞 | 技術賞（撮影）            | イ・モゲ                                                         | ノミネート |
| 第45回青龍映画賞   | 作品賞                    | 『ソウルの春』                                                   | 受賞       |
| 第45回青龍映画賞   | 監督賞                    | キム・ソンス                                                     | ノミネート |
| 第45回青龍映画賞   | 主演男優賞                | ファン・ジョンミン                                               | 受賞       |
| 第45回青龍映画賞   | 主演男優賞                | チョン・ウソン                                                   | ノミネート |
| 第45回青龍映画賞   | 助演男優賞                | パク・ヘジュン                                                   | ノミネート |
| 第45回青龍映画賞   | 脚本賞                    | ホン・ウォンチャン、イ・ヨンジュン、キム・ソンス、ホン・インピョ | ノミネート |
| 第45回青龍映画賞   | 編集賞                    | キム・サンボン                                                   | 受賞       |
| 第45回青龍映画賞   | 撮影/照明賞               | イ・モゲ、イ・ソンファン                                         | ノミネート |
| 第45回青龍映画賞   | 美術賞                    | チャン・グニョン、ウン・ヘサン                                   | ノミネート |
| 第45回青龍映画賞   | 技術賞（SFXメークアップ） | ファン・ホキュン                                                 | ノミネート |
| 第33回釜日映画賞   | 作品賞                    | 『ソウルの春』                                                   | ノミネート |
| 第33回釜日映画賞   | 監督賞                    | キム・ソンス                                                     | 受賞       |
| 第33回釜日映画賞   | 主演男優賞                | ファン・ジョンミン                                               | ノミネート |
| 第33回釜日映画賞   | 主演男優賞                | チョン・ウソン                                                   | 受賞       |
| 第33回釜日映画賞   | 脚本賞                    | ホン・ウォンチャン、イ・ヨンジュン、キム・ソンス、ホン・インピョ | ノミネート |
| 第33回釜日映画賞   | 撮影賞                    | イ・モゲ                                                         | ノミネート |
| 第33回釜日映画賞   | 音楽賞                    | イ・ジェジン                                                     | ノミネート |
| 第33回釜日映画賞   | 美術/技術賞               | チャン・グニョン                                                 | ノミネート |
| 第33回釜日映画賞   | 今年の男性スター賞        | イ・ジュニョク                                                   | 受賞       |